# عيد منتصف الصيف
عيد منتصف الصيف (بالإنجليزية: Midsummer) عيد شعبي سويدي يقع في 23 يونيو من كل عام، تحديداً في اليوم الذي يسبق عيد يوحنا المعمدان، والذي ولد قبل يسوع المسيح بستة أشهر بحسب ما ورد في إنجيل لوقا، وكما هو معروف فالقديس يوحنا يعتبر من القديسين القلائل الذين يحتفل بهم في ذكرى الميلاد عوضاً عن ذكرى الوفاة. في هذا التاريخ والذي يتزامن به عيد ميلاد القديس يوحنا مع الانقلاب الصيفي يحتفل الناس بإشعال النار وإقامة الاحتفالات. في السويد ومنذ عام 1953 يحدد عيد منتصف الصيف بيوم السبت الذي يقع بين 20 و 26 يونيو، وبالتالي يكون الاحتفال دائماً في مساء يوم الجمعة الذي يسبقه والذي يقع بالنتيجة بين يومي 19 و 25 يونيو.